# توماس رینکون
توماس رینکون (انگلیسی: Tomás Rincón؛ زادهٔ ۱۳ ژانویهٔ ۱۹۸۸) یک بازیکن فوتبال اهل ونزوئلا است.
وی همچنین در تیم ملی فوتبال ونزوئلا بازی کرده‌است.